# Erste Schlacht bei Komorn
Pákozd –
Schwechat –
Kaschau –
Mór –
Hermannstadt –
Vízakna (Salzburg) –
Piski –
Mediasch –
Kápolna –
Hatvan –
Tápió Bicske –
Isaszeg –
Waitzen I –
Nagy-Salló –
Komorn I –
Mocsa –
Kács –
Pered –
Raab –
 Ács (Komorn II) –
Komorn III –
Hegyes –
Waitzen II –
Tura –
Segesvár –
Debreczin –
Szőreg –
Temesvár
Arad –
Deva –
Esseg –
Karlsburg –
Komorn IV –
Leopoldov –
Ofen –
Peterwardein –
Temesvár

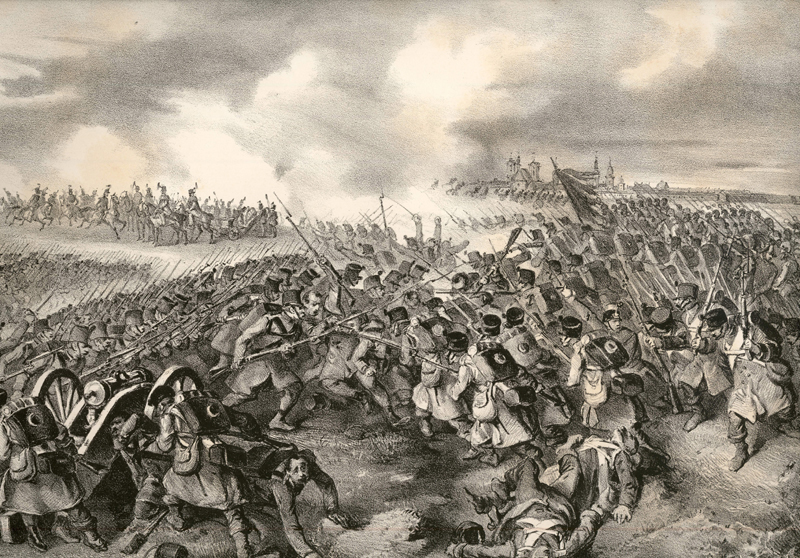
Szene der Schlacht von Komorn

Die Erste Schlacht bei Komorn fand am 26. April 1849 statt und war Teil des Ungarischen Unabhängigkeitskrieges.
Im südlichen befestigten Vorfeld der Festung Komorn kämpften bis zu 24.000 Ungarn, die vom Nord-Ufer der Donau angriffen, gegen etwa 29.000 Österreicher. Die daran beteiligten Truppen bestanden aus dem Korps Damjanich (III.), Klapka (I.) und der Division Károly Knezić, die sich im Morgengrauen am südlichen Ufer der Donau formierten. Bei den Ungarn kämpfte General Klapka auf dem linken Flügel bei Uj-Szőny, in der Mitte befehligte General Damjanich, während der Oberbefehlshaber Arthur Görgey den rechten Flügel auf Ács vorführte. Die ungarische Armee drängte die Kaiserlichen aus dem Fort Csillagerőd hinaus, die bisherige Bedrohung der Festung Komorn durch die Kaiserlichen wurde aufgehoben. Die Österreicher zogen sich bis 27. April hinter die Waag-Linie und auf Preßburg zurück.

## Vorgeschichte
In der ersten Phase des Frühlings-Feldzuges konnte General Görgey nach dem Sieg in der Schlacht bei Isaszeg (6. April 1849) die kaiserlichen Truppen unter Feldmarschall Fürst Windisch-Grätz aus dem Gebiet östlich der ungarischen Hauptstadt Pest über die Donau zurückdrängen.
Für die zweite Phase, die am 7. April eingeleitet wurde, erarbeitete Görgey einen neuen Angriffsplan. Demnach wurde die ungarische Armee in zwei Gruppen geteilt: General Lajos Aulich rückte mit dem ungarischen 2. Korps vor Pest, wo die Division des Obersten Asbóth als Vorhut demonstrierte. Dadurch wurde die Aufmerksamkeit der Kaiserlichen vom Norden abgelenkt, wo der eigentliche Angriff der Ungarn mit dem 1., 3. und 7. Korps angesetzt werden sollte. Der Vorstoß sollte entlang des nördlichen Donau-Ufers nach Komorn erfolgen, dessen Belagerung durch die Kaiserlichen aufgehoben werden sollte. Die Division Kmety des 7. Korps sollte zunächst den Vorstoß des 3. Korps decken, dass Waitzen besetzt hatte. Danach sollte diese Division diese Stadt sichern, während der Rest der Truppen zusammen mit den beiden anderen Divisionen des 7. Corps am Hron-Fluss vorrücken, dann nach Süden schwenken sollten, um das nördliche Vorfeld der Festung Komorn von den Kaiserlichen zu befreien. Der Plan war riskant, denn hätte der Fürst von Windisch-Grätz sofort erkannt, dass nur ein ungarisches Korps vor Pest stand, hätte er Aulichs Truppen angegriffen und damit die Nachschublinien der ungarischen Hauptarmee nach Debreczen bedroht, wo sich der Sitz des ungarischen Parlaments befand. Um den Erfolg der ungarischen Armee vor Komorn zu sichern, sandte das Nationale Verteidigungskomitee aus Debreczen die benötigte Lieferung von etwa 100 Wagen mit Munition. In der Schlacht von Waitzen am 9. April besiegte das ungarische 3. Korps (General Damjanich) die österreichische Division Ramberg, wobei General Götz tödlich verletzt wurde.
Wegen seiner Misserfolge in der zweiten Phase der Frühlings-Kampagne wurde Fürst Windisch-Grätz am 12. April von Kaiser Franz Joseph abberufen und durch Feldzeugmeister Ludwig von Welden, den bisherigen Militärgouverneur von Wien ersetzt. Bis Welden angekommen war, hatte Fürst Windisch-Grätz das Oberkommando an den Banus Jellačić als Interimskommandeur in Ungarn übergeben. Dieser Wechsel in der Führung der kaiserlichen Streitkräfte hatte jedoch nicht sofort die nötige Klarheit und Organisation gebracht. Als Windisch-Grätz endlich die gegnerischen Absichten erkannte, wollte er am 14. April in Pest einen Angriff gegen Aulich starten, dann bei Esztergom die Donau überqueren und den Rückzug der ungarischen Hauptarmee bedrohen. Feldmarschall-Leutnant Franz von Schlick und General Josip Jellacic lehnten die riskante Operation im Andenken an ihren Misserfolg bei Isaszeg ab. Der Plan, die Verbindungen der ungarischen Hauptarmee abzuschneiden, wurde nicht ausgeführt.

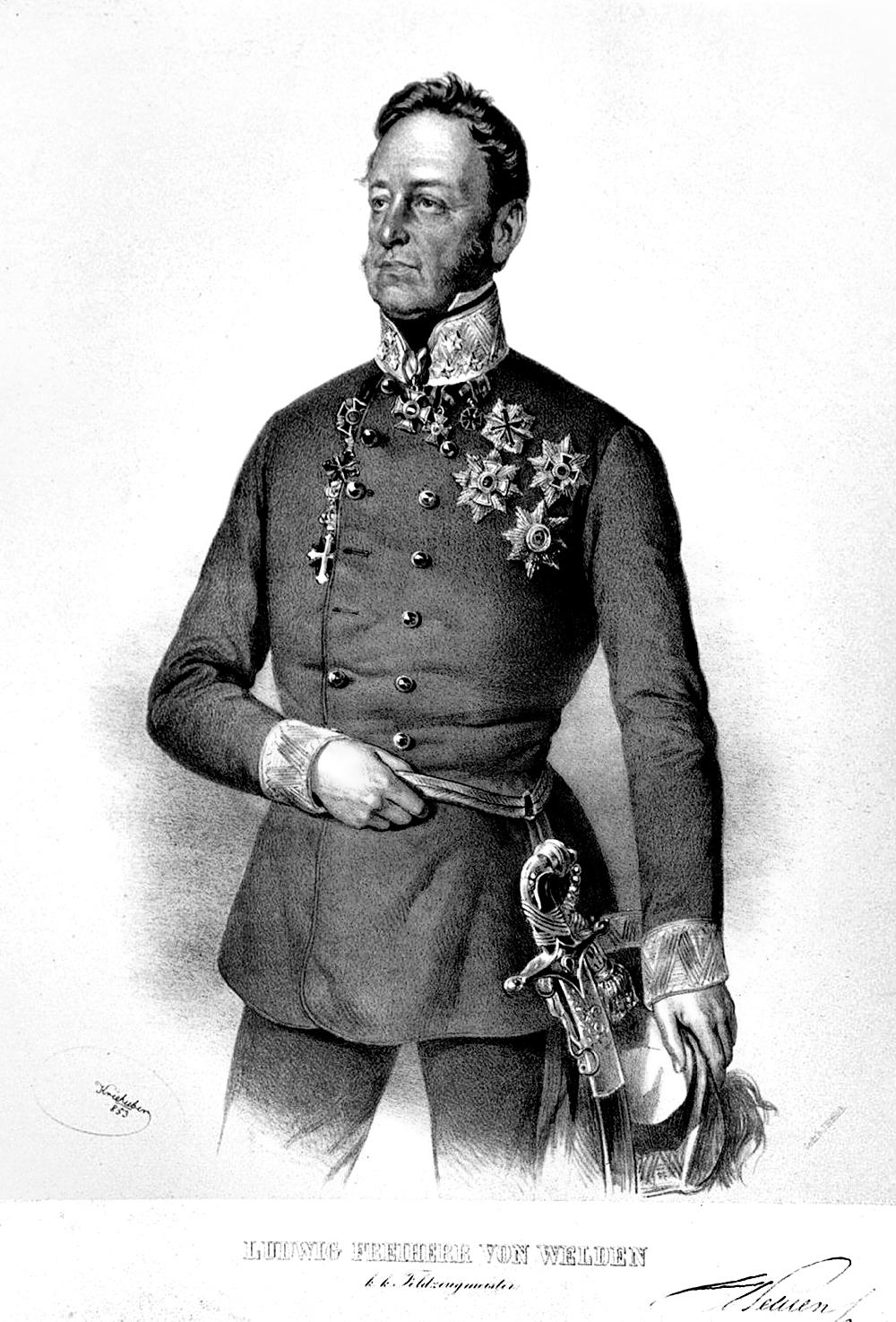
Ludwig Freiherr von Welden, Lithographie von Josef Kriehuber

Als Reaktion auf die Aprilgesetze und die am 4. März in Olmütz aufgehobene ungarische Verfassung, erklärte Ungarn am 14. April 1849 seine völlige Unabhängigkeit vom Habsburgerreich. Als Ergebnis dieser Erklärung wurde eine neue ungarische Regierung unter Bertalan Szemere installiert, in der Görgey zum Kriegsminister bestellt wurde.
Die Festung von Komorn wurde bereits im Januar 1849 von den kaiserlichen Truppen umschlossen und im März begann die systematische Belagerung. Dabei überquerten die Truppen von FML Simunich das linke Ufer der Donau und bedrohten Komorn auch am nördlichen Ufer. General Görgey befahl, das 3. Korps unter Damjanich am 11. April in Richtung Léva vorzustoßen, und dem 1. Korps am 12. April zu folgen. Die Besatzung in Vác wurde solange vom 7. Corps (General Gáspár) eingenommen bis Waitzen von der Division Kmety besetzt wurde. Zwischen 15. und 17. April erreichte die ungarische Armee, bestehend aus 1. und 3. Corps sowie zwei Divisionen des 7. Corps den Hron-Fluss. Am 19. April trafen sie in der Schlacht von Nagy-Salló mit den Truppen von FML Ludwig von Wohlgemuth, verstärkt mit der Division Jablonowski zusammen. Die Kaiserlichen wurden besiegt und zogen sich in Richtung Érsekújvár zurück. Die am nördlichen Donau-Ufer liegende Festungsstadt Komorn, die seit Dezember 1848 von den Kaiserlichen umschlossen war, konnte am 22. April von den Ungarn besetzt werden. Nach dem Sieg von Nagy-Sallo ließ Görgey das 1. und 3. Corps die Zitava überquerten und rückte aus dem Waag-Brückenkopf in Komorn ein, während das 7. Corps den Fluss nach Norden und den Rücken der Hauptarms sicherte. Am nächsten Tag ordnete Welden die Evakuierung von Pest an, hinterließ aber eine beträchtliche Garnison in der Festung von Buda, um sie gegen den ungarischen Angriff zu verteidigen. Statt seine Truppen, wie geplant vor Buda (Ofen) zu vereinigen, musste Welden den Rückzug anordnen und sich hinter dem Waag-Abschnitt neu ordnen.

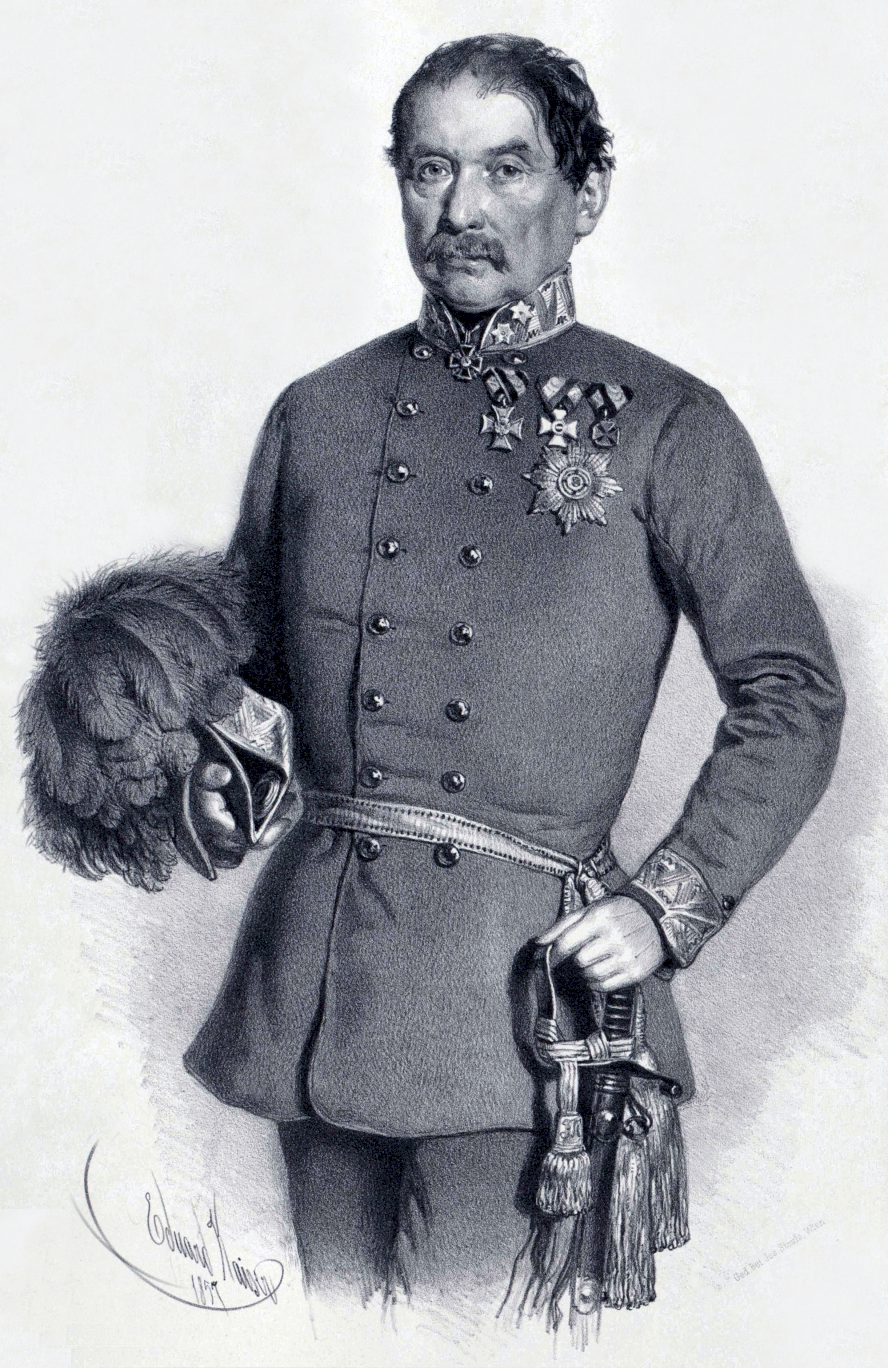
Balthasar von Simunich

Als der Kommandant der Belagerungstruppen vor Komorn, Balthasar von Simunich am Morgen des 20. April vom Anmarsch der Ungarn erfuhr, musste er sein Komorner Belagerungskorps auf das linke Donau-Ufer zurückziehen um die Verbindungen nach Wien und Pozsony vor einer ungarischen Umfassung zu schützen. Der Banus Jellačić erhielt Order noch eine Weile um Pest zu bleiben und sich dann nach Esseg in die Bácska zurückzuziehen, wo er mit den verbündeten serbischen Streitkräften vereinigen sollte, die sich nach den Siegen der ungarischen Armeen unter der Führung von Mór Perczel in einer ernsten Lage befanden.

### Lage und Angriffsplanung bei den Ungarn
Am 20. April traf das ungarische 7. Korps bei Kéménd ein, wo es auf eine Brigade des kaiserlichen II. Korps traf, die von Párkány herankommend, von Generalmajor Franz Wyss geführt wurde. Die Österreicher wurden gezwungen, sich nach Gran zurückzuziehen, General András Gáspár unterließ die Verfolgung durch seine Reiterei. Am folgenden Tag marschierten das ungarische 1. und 3. Korps in Richtung Komorn vor und hoben am 22. April am nördlichen Abschnitt die Blockade um die Festung auf. Am selben Tag brach die ungarische Garnison von Komorn aus der Verteidigungslinie über Nádor hervor und stellte die Verbindung nach der Verdrängung der gegnerischen Brigade Sossay bei Csallóköz her. Die Kaiserlichen mussten sich nach Csallóközaranyos und später nach Nyárasd zurückziehen und verloren 50 Mann sowie 30 Pferde.
FML Wohlgemuth der nach seiner Niederlage bei Nagy-Salló, seine Truppen westlich des Waag-Flusses zurückgezogen hatte, rückte jetzt wieder nach Osten in Richtung Érsekújvár vor, wohin Görgey das 7. Corps warf, um bei Perbete eine Abwehrstellung einzunehmen.
Am 21. April meldete General Simunich dem Kommandanten des II. Korps, FML Anton Csorich, dass Görgey an diesem Tag in Komorn eingedrungen sei und ein Angriff am Südufer der Donau stehe unmittelbar bevor. Er bat Csorich, ihm Kavallerie- und Artillerie-Verstärkungen zu schicken. Am 24. April teilte er Csorich mit, dass die Ungarn die Brücke über die Donau wieder brauchbar gemacht hatten und den Fluss auf Flößen zu überqueren beabsichtigten. Er bat Csorich, mit seinen Truppen spätestens am Morgen des 25. April bei Puszta Harkály einzutreffen, um ihn gegen den ungarischen Angriff zu unterstützen.
Gemäß den Befehlen des Feldzeugmeister von Welden beendeten die kaiserlichen Truppen die Evakuierung von Pest am 23. April, woraufhin General Lajos Aulich und das ungarische 2. Corps am 25. April in die Stadt einzogen. Welden befahl Generalmajor Franz Wyss, seine Brigade nach Tata zu verlegen, Generalmajor von Colloredo, sollte sich von Esztergom (Gran) nach Dorog zurückzuziehen und die Division Schwarzenberg von Buda nach Gran folgen, um alle österreichischen Truppen am oberen Donauknie bis vor Komorn zu versammeln.
General Görgey befahl den Ungarn, die Donau zu überqueren, um die dort konzentrierten Österreicher anzugreifen und mit seiner numerischen Überlegenheit den Sieg zu erzwingen. Görgey, der seine früheren Studien nutzen konnte, plante den Übergang zwischen der Burg von Komorn und dem Brückenkopf am südlichen Ufer beim Festungswerk Csillagerőd. Er wurde von seinem Generalstabschef Oberst József Bayer gewarnt, dass das Überqueren der Donau südlich der Donau ein riskanter Plan sei. Inzwischen kamen Görgey Korps nach und nach in Komorn an, aber statt an der Donaubrücke von Komorn zu konzentrieren, musste ein neuer Übergang gebaut werden, um das Südufer zu überqueren. Die ungarischen Truppen konnten das Ufer der Donau nicht sofort wechseln, da die kaiserliche Artillerie die bisherige Bootsbrücke zerstört hatte. Oberstleutnant Zsigmond Thaly, der ungarische Ingenieur der Festung Komorn ließ zur Not Flöße bauen.

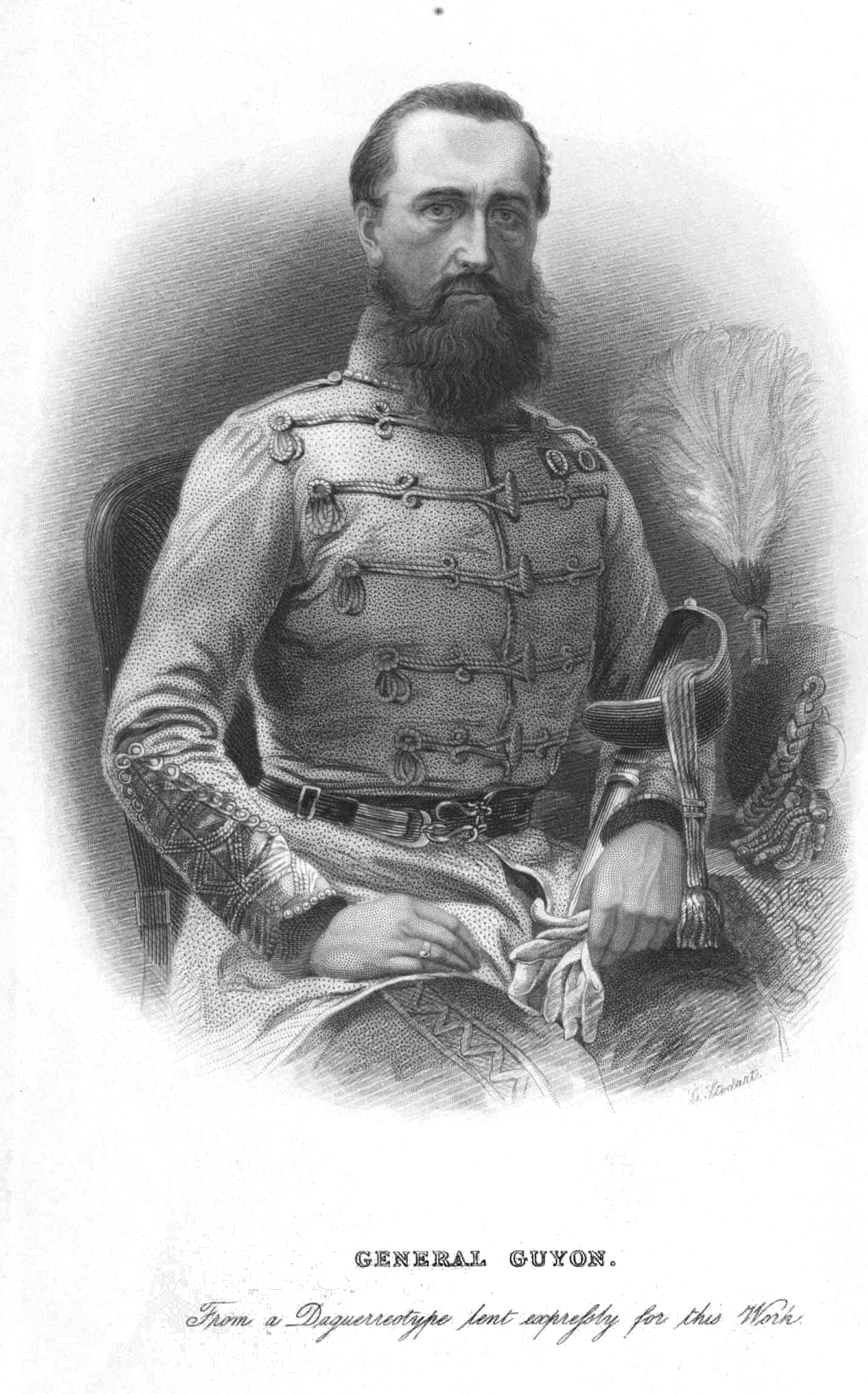
Richard Guyon

General Klapka hatte für das 1. Corps den Operationsplan für den nächsten Tag ausgearbeitet: Obwohl die Durchführbarkeit zunächst in Frage gestellt wurde, wurde die Floßbrücke noch am Abend des 25. April fertiggestellt. Fünf ungarische Brigaden sollten in der Nacht vom 25. auf den 26. April die Donau überqueren. Die Brigaden Kiss und Kökényessy sollten auf einer in Eile errichteten Floßbrücke übergehen, welche die von den Kaiserlichen zerstörte Pontonbrücke ersetzte. Nach der Befestigung des Brückenkopfes sollten die Brigaden Schultz und Zákó nachgezogen werde. Auch die Brigade Dipold sollte vor Mitternacht auf Booten übergesetzt werden und den Angriff auf Uj-Szőny vorbereiten. Der Hauptangriff sollte von der Brigade des Obersten Pál Kiss gegen das Werk Monostori geführt werden und damit gleichzeitig die wichtigen Höhenstellungen am Sandberg mit Unterstützung der Brigade Kökényessy erstürmt werden. Die Brigade von Oberstleutnant Bódog Bátory sollte Uj-Szőny einnehmen. Dann sollten alle Brigaden gegen das offene Gelände südlich der Werke von Monostori angreifen, während gleichzeitig die Division des Generalmajor Richard Guyon von der Donauinsel über den Fluss gehen sollte, um den Gegner im Hinterland zu bedrohen. Durch diesen Überfall hoffte Görgey, alle österreichischen Verschanzungen und die umgebenden Höhen einnehmen zu können, und nach dem Eintreffen der restlichen Infanterie und der Artillerie des 1. und 3. Korps den allgemeinen Angriff anzusetzen. Die Kaiserlichen sollten in Richtung Raab zurückgedrängt werden, das 7. Corps sollte für unerwarteten Widerstand in Reserve verbleiben.

## Die Schlacht

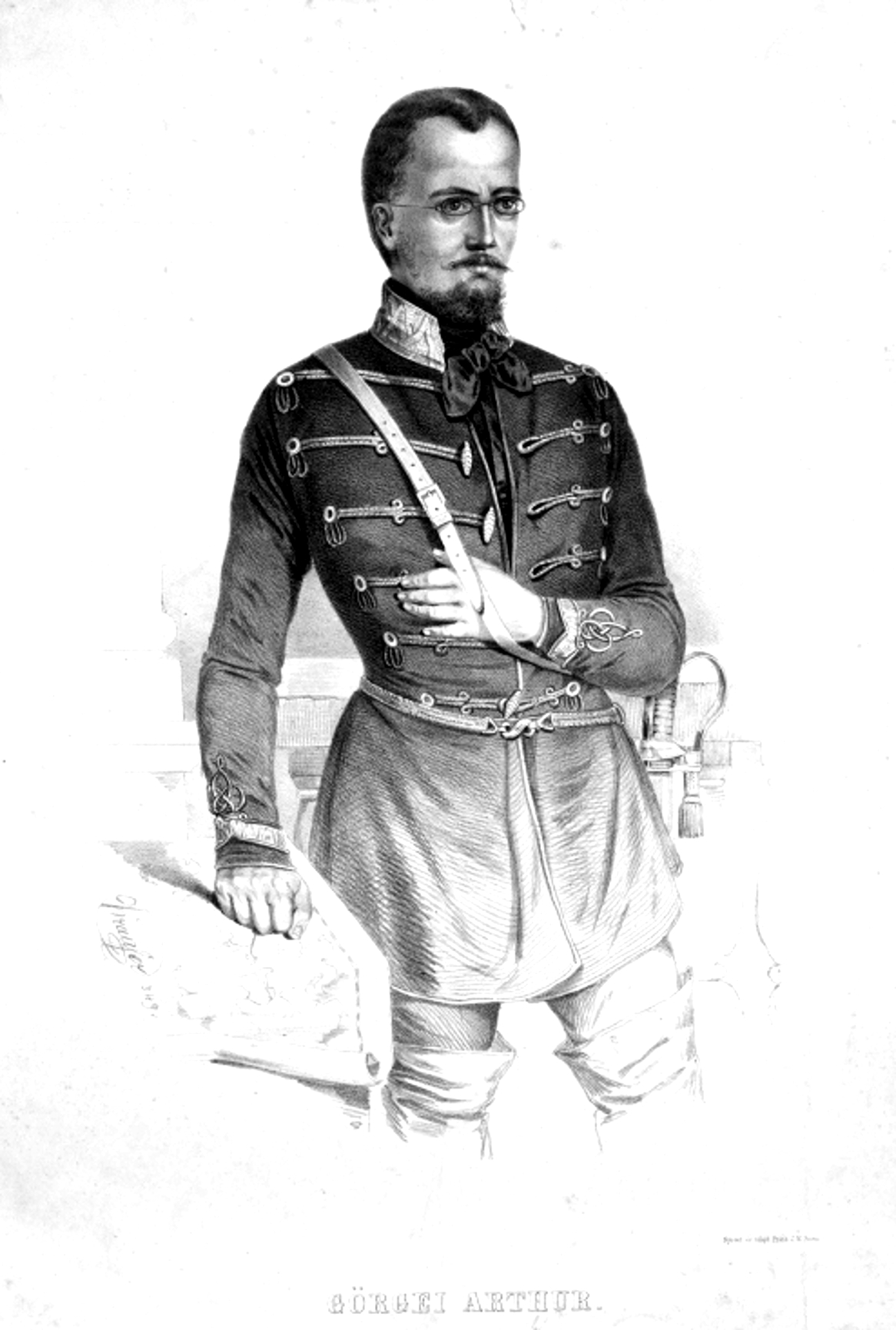
Artúr Görgey

In der Nacht zum 26. April war die ungarische Armee bereit, die österreichische Truppen anzugreifen, die vom Süden her Komorn noch immer blockierten. Ab 2 Uhr morgens überquerte das ungarische 1., 3. und 7. Korps auf einer schnell errichteten Floßbrücke die Donau und starteten im Morgengrauen ihre Angriffe gegen die feindlichen Besatzungen am Südufer des Flusses. Die Brigade Kiss besetzte den Sandberg, erstürmte die feindliche Belagerungsartillerie und besiegte ein Bataillon der kaiserlichen Hohenlohe-Infanterie, das 4 Offiziere und 350 Mann an Verlusten erlitt. Die Brigade Schultz besetzte Új-Szőny und die Division Guyon wurde planmäßig nachgezogen. Darauf musste sich die österreichische Brigade Lederer kämpfend hinter den Czoncza-Bach zurückziehen. Auch die Brigade Dipold erfüllte ihre Aufgabe erfolgreich und drängte die Kaiserlichen nach Süden in Richtung auf Mocsa zurück. Knezichs Truppen stürmten die österreichische Artillerie und eroberten vier der 24 Belagerungs- und zwei von 18 Feld-Geschütze. Alle drei, vorne im Kampf stehenden Brigaden des Korps Simunichs mussten sich an allen Punkten zurückziehen.

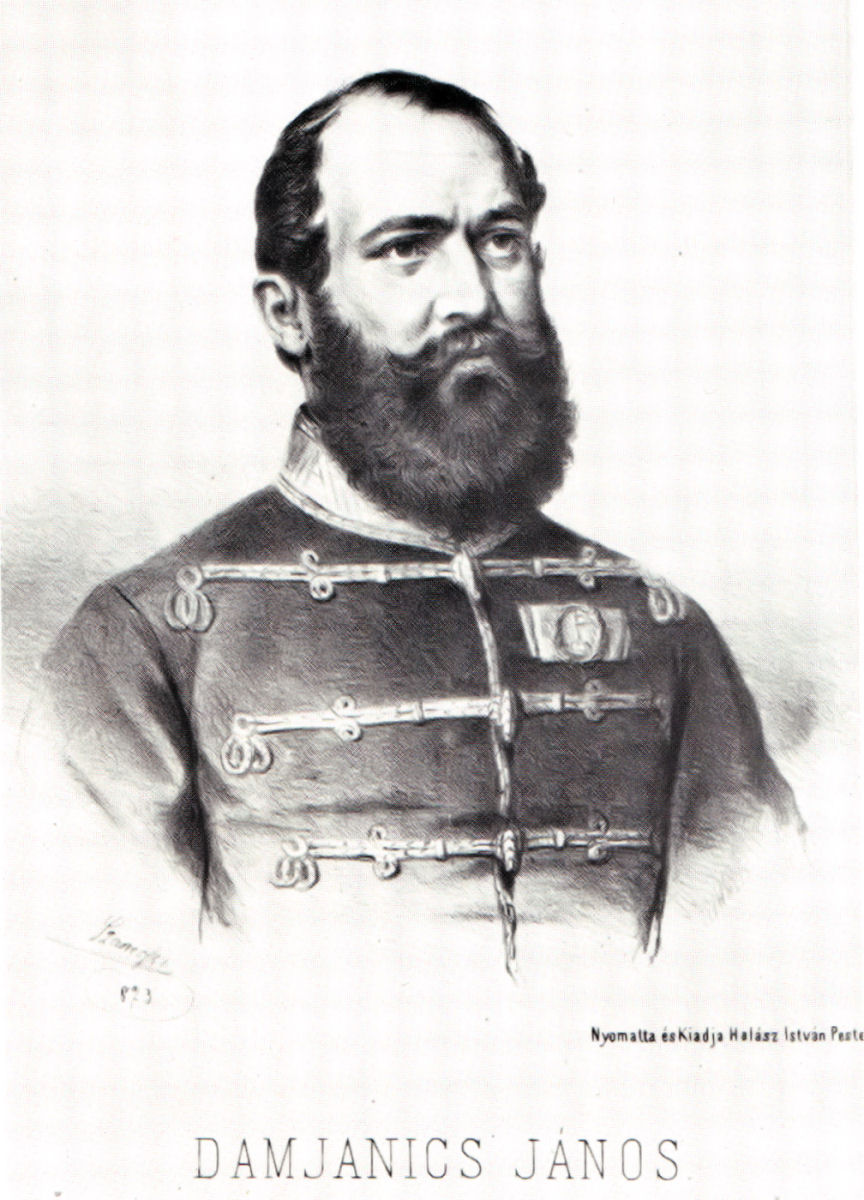
János Damjanich

Um 6 Uhr erschien auch der Oberbefehlshaber der ungarischen Armee General Görgey das Kampffeld und befahl den Angriff fortzusetzen. Er selbst befehligte den rechten Flügel gegen den Ácser-Wald, während der linke Flügel von General György Klapka zwischen Mocsa und Ó-Szőny vorrückte. Nachdem Klapkas Truppen nach Ó-Szőny vorgedrungen waren und die österreichische Brigade Liebler zurückgedrängt hatten, startete diese, unterstützt durch die Kavallerie des Korps Schlick, einen Gegenangriff.
Die Ungarn mussten sich zunächst zurückzuziehen, aber als sie in Reichweite der ungarischen Festungsgeschütze von Komorn gelangten, verursachte die Kanonade für die kaiserliche Brigade schwere Verluste und zwang diese zeitweise zum Rückzug in die Ausgangsposition. Das von General János Damjanich kommandierte Zentrum musste über die offenen Ebene von Puszta Harkály und Csém vorrücken, die Divisionen des 3. Korps konnten ihren Angriff jedoch erst um 9 Uhr beginnen, weil zuvor ungarische Plänkler niedergekämpft werden mussten. Bis zu diesem Zeitpunkt waren die ungarischen Streitkräfte und Simunichs Belagerungskorps mit etwa 14.000 Soldaten noch etwa gleich stark. Das Eingreifen des III. Korps erzeugte eine Überlegenheit von 2:1 für die Österreicher. General Damjanich meldete die Ankunft von Schlick an Görgey, der deshalb den geplanten Vormarsch seiner Truppen stoppte und sich bis zum Werk bei Monostori zurückzog. Während im Laufe des Vormittags vor der Mitte und dem linken Flügel kaiserliche Verstärkungen eintrafen, konnte Görgey an der rechten Flanke das Gleichgewicht halten. Schlick, der Kommandeur des III. Korps, übernahm den Oberbefehl der kaiserlichen Armee und befahl am Mittag einen starken Gegenangriff. Zufolge neuer Befehle, sandte Simunichs die Brigade Lederer wieder in den Acser-Wald, wo Görgey mit 4 Bataillone und 10 Schwadronen vorrückte. Am rechten Flügel der Österreicher bei der Division Schwarzenberg waren die Bedingungen für den Angriff wenig erfolgversprechend, die Brigade Liebler war gezwungen ihre Truppen vor dem den ungarischen Kanonenfeuer abzuziehen.
An der linken Flanke Damjanichs versuchte das 21. Bataillon mit der polnischen Legion Schlicks Truppen zu umfassen. Die Kavallerie Nagy-Sandors unterstützte dabei das Vorgehen des 47. Bataillons. Auf der anderen Seite hatte Schlick seiner Civalart-Reiterei befohlen die Division Liechtenstein bei der Abwehr Nagy-Sandors zu unterstützen, was dazu führte, dass beide Reitergruppen im südöstlich von Csém aufeinander stießen. Die Brigade Kisslinger prallte auf das ungarische 2. und 3. Husaren-Regiment. Das 3. Husaren-Regiment unter Oberst Kászonyi griff Kisslinger bei der Verfolgung an der Straße nach Mócsa an. Der Versuch der Reiter Nagy-Sandors mit 16 Schwadronen bei Nagy-Igmand in die Flanke Schlicks zu kommen, wurde durch den österreichischen Gegenangriff vereitelt.

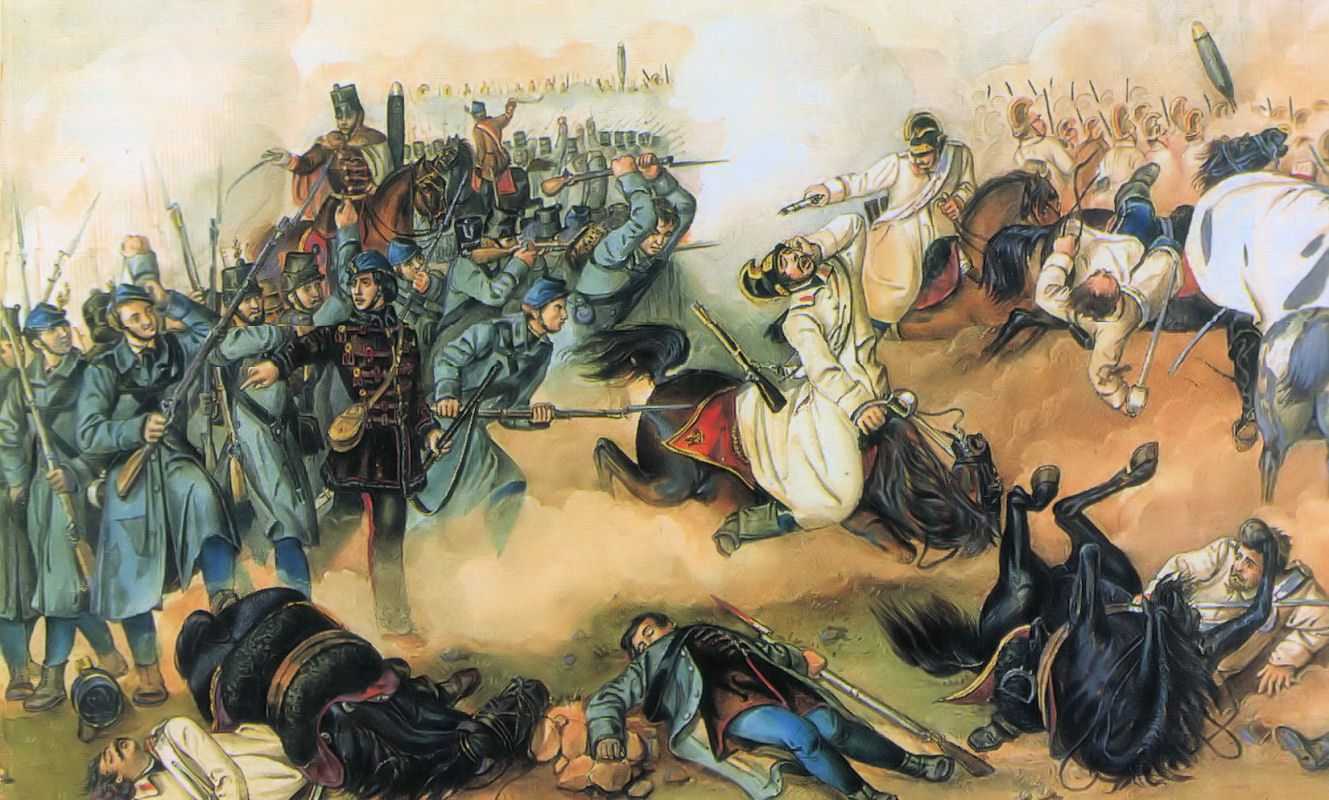
Kavalleriekampf bei Puszta Harkaly

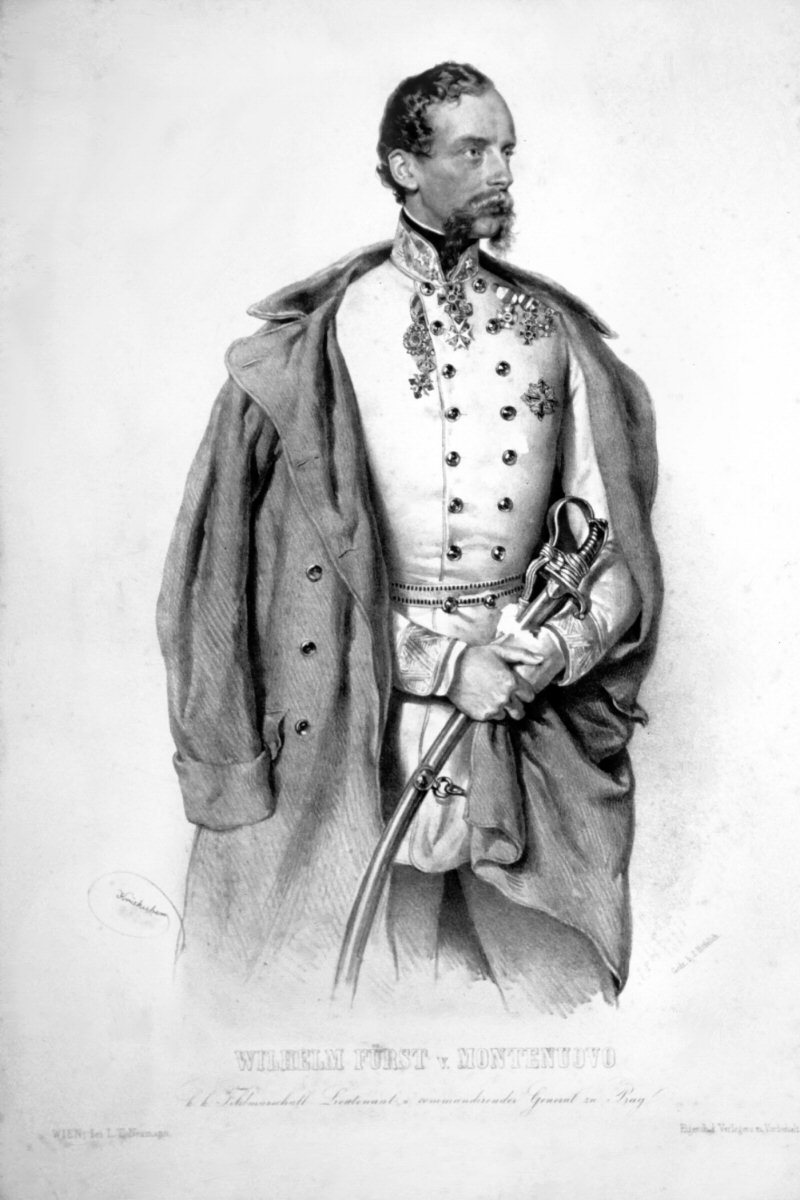
Wilhelm Albrecht Fürst von Montenuovo

Aus der Richtung von Mócsa erschien die kaiserliche Reiter-Brigade unter dem Grafen von Montenuovo und attackierte erfolgreich die rechte Flanke der ungarischen Husaren. Die über Puszta Harkaly eingreifende Kavallerie-Brigade des Obersten von Montenuovo warf Klapkas Truppen nach O-Szöny zurück. Die kaiserliche schwere Kavallerie fiel dann das 47. Bataillon an, der Kommandeur des 26. Bataillons, Major Beothy eilte ohne Befehl seinen Gefährten zur Hilfe. Die Ungarn wurden von zwei Seiten von vier schweren Kavallerie-Regimentern angegriffen, und die ungarische Kavallerie war in Gefahr vernichtet zu werden, doch die Infanteriebataillone stoppten die kaiserliche Kavallerie durch gezieltes Salvenfeuer. Klapka richtete seine nächstgelegenen Geschütze wirksam auch auf die feindliche Kavallerie, die darauf nach Mocsa zurückfluteten.
Görgey hatte an seinen Generalstabschef Oberst József Bayer einen den Befehl gesandt, den Oberstleutnant Ernő Pöltenberg anstelle von General Gáspár an die Spitze des 7. Corps zu stellen und dessen eiligen Anmarsch von Perbete zum Schlachtfeld zu organisieren. Inzwischen wurde der Kampf um den Acser-Wald durch die Brigade Lederer erneuert. Nachdem sich die Kaiserlichen hinter dem Czonczo-Bach zurückgezogen hatten, war die Masse von Görgeys Truppenmacht an den Hohen im Nordosten von Acs verblieben. In Anbetracht der erfolgreichen Angriffe der kaiserlichen Kavallerie, begann auch die Infanterie in der Mitte wieder anzugreifen, wodurch Damjanichs in eine sehr gefährliche Situation kam, das ungarische 7. Corps war noch immer nicht vollständig am Schlachtfeld angekommen. Das ungarische 26. Bataillon trug einen Bajonettangriff vor, der das 47. Bataillon vor den kaiserlichen Kavallerie entlastete und das Durchhalten von Damjanichs Truppen ermöglichte.

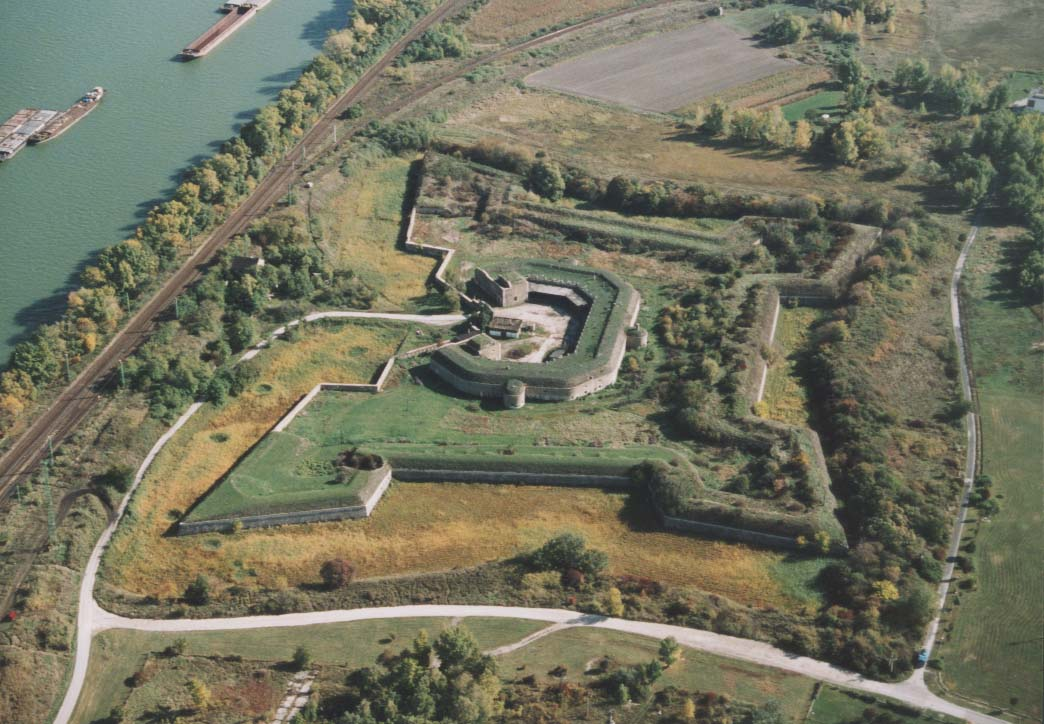
Die Sternfestung Csillagerőd östlich von Komárom

Als die Kaiserlichen wieder in den Acser-Wald einrückten, formierte sich das ungarische 9., 17., 19. und 65. Bataillon sowie Teile des 19. und 60. Regiments zur Abwehr. Die Verfolgung der Brigade Liebler gegen Nagy-Igmánd wurde von zwei Regimentern ungarischer Husaren geführt, unterstützt durch das 47. Bataillon und einer 12-pfündigen-Batterie. Die Infanterie des ungarischen linken Flügels zog sich in quadratischer Formation zurück und gab in Richtung Zentrum Feuerschutz. Am rechten Flügel wurden Görgeys sechs Bataillone im Ácser-Wald immer stärker von den Kaiserlichen unter Druck gesetzt, die immer mehr Verstärkungen heranführten. Schlick gab die Fortsetzung seines begonnenen Angriffs auf, es folgte für mehrere Stunden ein Artillerie-Duell. Glücklicherweise hatten auch die kaiserlichen Truppen fast keine Munition mehr, es gelang sogar, den kaiserlichen Vormarsch gegen ihren linken Flügel zu stoppen. Der Umstand, dass seiner Artillerie die Munition ausging, zwang die Ungarn dazu, sich hinter die kaiserlichen Belagerungsgräben zurückzuziehen.
Görgey beschloss nach 13 Uhr, seine Truppen auf die Abwehr zu konzentrieren. Auf dem linken Flügel wurde der ungarische Vormarsch von der feindlichen Kavallerie aufgehalten, die wiederum von der Festungsartillerie der sternförmigen Festung Csillagerőd auf Distanz gehalten wurde. Die Floßbrücke über die Donau wurde von den Kaiserlichen für zwei Stunden unbrauchbar geschossen.
Nach dem Abflauen der Schlacht am rechten Donau-Ufer verschanzte sich das ungarische 1. und 3. Corps rund um Ó-Szőny. Die Verstärkungen unter Pöltenberg wurden durch die Tatsache behindert, dass die Straßen durch den Frühlingsregen verschlammt waren. Als die Truppen des 7. Corps das Nordufer der Donau erreichten, war die improvisierte Floßbrücke fast unbrauchbar und musste erneuert werden, bevor die Überfahrt zum Südufer erfolgen konnte.
Nach dem Nachrücken von Schlicks III. Korps stand Görgey die gesamte kaiserliche Hauptarmee gegenüber. Er entschied sich daher, den Feind in den am Morgen eroberten Belagerungsgräben standzuhalten, die Unterstützung durch die Festungsgeschütze, die noch genügend Munition hatten, war gesichert.
Die kaiserliche Armee nutzte ihren Gegenstoß noch dazu, die ungarische Hauptmacht von einer Verfolgung abzuhalten, die ihren Rückzug in Richtung Preßburg schwere Verluste gebracht hätte. Schlick befahl dann seinen Truppen, sich aus dem Raum Ács in Richtung Raab zurückzuziehen. Von Pöltenbergs Korps haben das Schlachtfeld nur zwei Husaren-Regimenter und die Kavallerie-Batterie erst gegen 15 Uhr erreicht, während die Infanterie-Divisionen erst bis zum Abend vollständig eintrafen. In der Nacht machte man Versuche in Richtung Raab zu verfolgen, um diese sehr wichtige Stadt zu besetzen. Die ungarischen Husaren nahmen die Verfolgung auf, aber wegen der müden Pferde konnten keine nennenswerten Ergebnisse mehr erzielt werden.

## Ergebnis und Folgen
Die Erste Schlacht von Komárom beendete die Frühjahrskampagne der Ungarn und erreichte die Befreiung von Komorn und die Vertreibung der kaiserlichen Truppen östlich der Donau. Die österreichische Armee konnte sich aber intakt und ohne schwere Verluste über die westliche Grenze Ungarns zurückziehen. Der Verlust des Kaisers betrug 1200 Tote und Verwundete, 800 Gefangene, 7 Kanonen, Munition und zwei Zeltlager. Der Verlust der Ungarn betrug nur etwa 800 Mann. Die kaiserlichen Truppen zogen sich am Tag der Schlacht am 27. April durch Raab nach Öttevény (Hochstrass) zurück. Am Morgen des folgenden Tages versäumte das 7. Corps unter Pöltenberg die sich zurückziehende kaiserliche Armee zu verfolgen.
Nach der Befreiung von Komárom von der kaiserlichen Belagerung und dem Rückzug der habsburgischen Truppen an die ungarische Grenze hatte die ungarische Armee zwei Möglichkeiten, den Vormarsch fortzusetzen. Entweder auf Preßburg und Wien vorzugehen, um den Feind auf seinem eigenen Boden zu bekämpfen oder nach Südosten abzuschwenken um die Burg von Buda einzunehmen, die von einer starken kaiserlichen Besatzung von 3500 Mann unter Heinrich Hentzi gehalten wurde. Der am 29. April 1849 abgehaltene Kriegsrat beschloss, die Burg von Buda zu belagern, und erst nach der Ankunft ungarischer Verstärkung aus Südungarn, die Offensive gegen Wien zu starten.
Von einem in der Schlacht gefangenen kaiserlichen Offizier erfuhr Görgey, dass die Intervention der russischen Armee gegen die ungarische Revolution unmittelbar bevorstand. Anfang Mai war den Ungarn die österreichische Armee vor der Front praktisch abhandengekommen, denn Weldens Armee war nach Pressburg zurückgegangen. Das ungarische 7. Corps unter Pöltenberg drang nach Raab vor. Anfang Mai 1849 ließ Görgey die Verfolgung der habsburgischen Armee wegen Mangel an Munition einstellen. Kossuth forderte zudem ausdrücklich die Belagerung der Burg von Buda (Ofen). Schließlich begann die ungarische Hauptarmee am 3. Mai nach einigem Zögern, die Belagerung von Ofen.